# عبود الطريحي
عبّود بن سالم بن حسان الطّريحي الأسدي (1868 - يونيو 1909) شاعر عثماني عراقي. ولد في النجف ونشأ فيها في عائلة معروفة. اشتغل بالكسب والتجارة أولًا ثم مال إلى الأدب وتلقى تعليمه على أبيه. حفظ مجموعة من الأحاديث والأشعار والأخبار والقصص والنوادر. اشتهر بوصفه أديبًا ظريفًا هزليًا. له ديوان شعر ومجموع شعري مخطوط في مكتبة المتحف العراقي. توفي في مسقط رأسه وهو دون الأربعين.

## سيرته
هو عبود بن سالم بن حسان بن ضياء الدين الطريحي الأسدي النجفي. ولد سنة 1285 هـ/ 1868 م في النجف بولاية بغداد العثمانية. ينتمي إلى آل الطريحي المعروفة. كان يعمل كاسبًا ولكنه مال إلى الأدب، وبدأ بنظم الشعر على سبيل الهزل والترويح ومجاراة بعض الأصدقاء. عرف بالنكتة والبادرة اللطيفة وكان لحضوره في بعض المجالس سببًا لشيوع البهجة، لما يتمتع به من فطنة وقدرة عالية على سرد الأخبار والقصص والنوادر. ولم يترك الشعراء ومنادمتهم، وشاركهم في مطارحاتهم. وصف بأنه «كان خفيف الروح لبق اللسان فكه الحديث دمث الأخلاق نحيف الجسم ضعيف البنية.»

توفي عبود الطريحي في النجف في شهر جمادى الآخرة 1327 هـ/ يونيو (حزيران) 1909 أو يقال 1328 هـ.

## شعره
جاء في معجم البابطين عنه: «نظم في المألوف من أغراض الشعر في عصره، يغلب على شعره الارتباط بالمناسبات والغزل، وقصائده تميل للمقطوعات التي تنتهج العروض الخليلي، يملك موهبة الارتجال، ورؤية الهزل في أعماق الجد.»وله مرتجلًا عندما اقترح عليه بعض أصدقائه في إحدى نوادي شهر رمضان وفي أول ليلة منه:
وله يرثي حسين بن علي:

## وصلات خارجية
- في «بوابة الشعراء»
- في «الديوان العربي»